# Röcklturm
Der Röcklturm an der Isarpromenade in Landshut war ein Wehrturm der mittelalterlichen Stadtmauer.

## Geschichte
Erstmals nachweisbar ist der Turm 1493. Der Röcklturm erhielt im 14. Jahrhundert sein heutiges Aussehen. Er hieß Oberer Fischerturm und war mit dem nahegelegenen Unteren Fischerturm Teil der Landshuter Stadtmauer; da hier Fischer wohnten.
Der heutige Name leitet sich vom Ratsherrn Dietrich Röckl ab, dem Besitzer des Turms während der Bürgerverschwörung 1410 gegen Heinrich den Reichen.
1800 wurde der Turm verkauft; im 20. Jahrhundert kaufte die Stadt Landshut den Turm zurück. Nach der Sanierung im Jahr 1990 wurden drei Etagen des Turm für Ausstellungen genutzt; im Erdgeschoss wurde ein Literaturcafé eingerichtet.